# Chlorochaeta tancrei
Chlorochaeta tancrei là một loài bướm đêm trong họ Geometridae.